# Neolophonotus maculipennis
Neolophonotus maculipennis là một loài ruồi trong họ Asilidae. Neolophonotus maculipennis được Lindner miêu tả năm 1955. Loài này phân bố ở vùng nhiệt đới châu Phi.